# Carlsberg European Championship
Het Carlsberg European Championship was een serie van golftoernooien in het Verenigd Koninkrijk, dat deel uitmaakte van de Women's Professional Golf Association Tour (nu gekend als de Ladies European Tour). Het vond jaarlijks, van 1979 tot 1981, plaats op verschillende golfbanen in Engeland, Schotland en Wales.

## Winnaressen
| Golfbaan                     | Locatie         | Winnares           | Info       |
| ---------------------------- | --------------- | ------------------ | ---------- |
| 1979                         |                 |                    |            |
| Tyrrells Wood Golf Club      | Leatherhead     | Mollie Anderson    | Score: 219 |
| Willingdon Golf Club         | Willingdon      | Catherine Panton   |            |
| Long Ashton Golf Club        | Bristol         | Christine Langford |            |
| Baberton Golf Club           | Edinburgh       | Joanna Smurthwaite |            |
| Whitecraigs Golf Club        | Glasgow         | Christine Langford |            |
| Coventry Golf Club           | Coventry        | Jane Panter        |            |
| South Staffs Golf Club       | Wolverhampton   | Vanessa Marvin     |            |
| Ballater Golf Club           | Ballater        | Beverly Huke       |            |
| St Annes Old Links Golf Club | St Annes On Sea | Christine Langford |            |
| York Golf Club               | York            | Mickey Walker      |            |
| Sand Moor Golf Club          | Leeds           | Alison Sheard      |            |
| Arcot Hall Golf Club         | Cramlington     | Jenny Lee Smith    |            |
| 1980                         |                 |                    |            |
| Tyrrells Wood Golf Club      | Leatherhead     | Muriel Thomson     |            |
| Queens Park Golf Club        | Crewe           | Christine Trew     |            |
| The Blairgowrie Golf Club    | Blairgowrie     | Beverly Huke       |            |
| Gleddoch Golf Club           | Port Glasgow    | Wilma Aitken am    |            |
| Knowle Golf Club             | Bristol         | Christine Langford |            |
| Coventry Golf Club           | Coventry        | Dale Reid          |            |
| Arcot Hall Golf Club         | Cramlington     | Maxine Burton      |            |
| Shifnal Golf Club            | Shifnal         | Jenny Lee Smith    |            |
| Sand Moor Golf Club          | Leeds           | Christine Trew     |            |
| Tyrrells Wood Golf Club      | Leatherhead     | Ruth Barry         |            |
| 1981                         |                 |                    |            |
| Marriott St Pierre Golf Club | Chepstow        | Mickey Walker      |            |
| Queens Park Golf Club        | Crewe           | Catherine Panton   |            |
| Moortown Golf Club           | Leeds           | Catherine Panton   |            |
| The Gleneagles               | Auchterarder    | Dale Reid          | Score: 219 |

| am = amateur |